# Малий Пес
Мали́й Пес (лат. Canis Minor) — екваторіальне сузір'я.

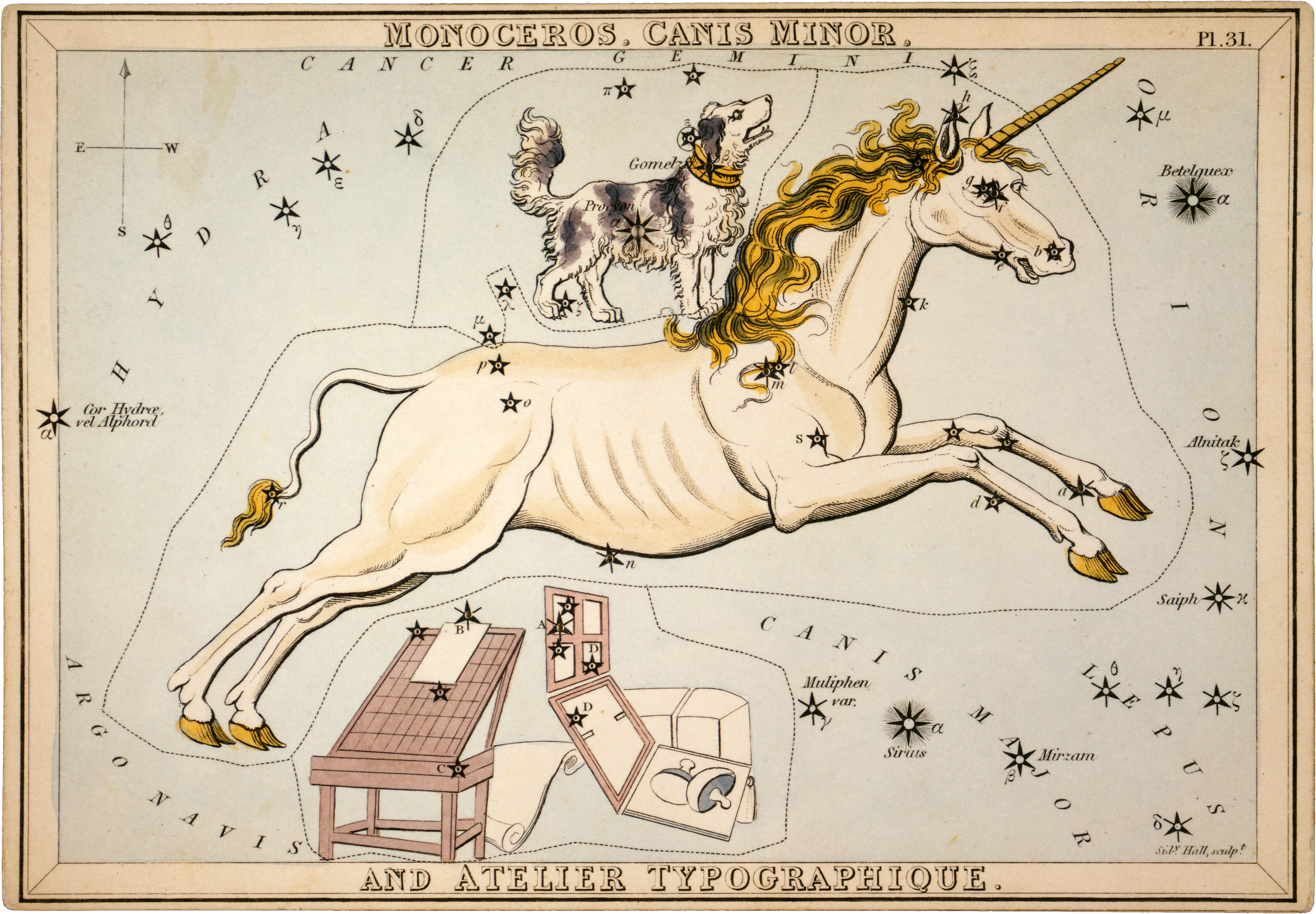
Сузір'я Єдинорога, Малого Пса і Типографського Станка із «Дзеркала Уранії», набору тематичних карток опублікованого у Лондоні, бл. 1825

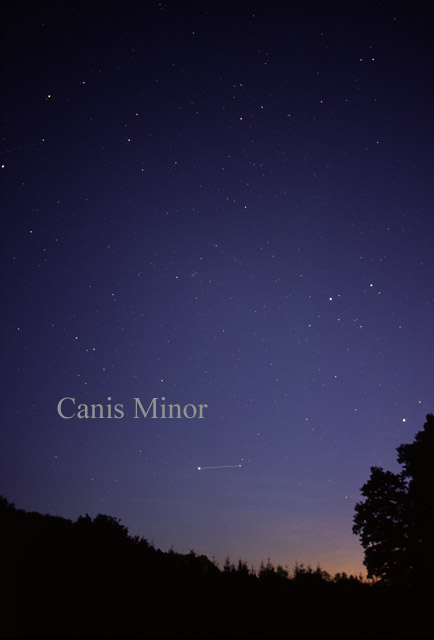
Сузір'я Малий Пес у нічному небі.

Відоме з стародавніх часів. Давньогрецький астроном Клавдій Птолемей включив це сузір'я до свого каталогу Альмагест під іменем головної зірки — Проціон. На зоряних картах Великий і Малий Пси супроводжують мисливця Оріона.

## Зорі
Малий Пес містить дві яскравих зорі: Проціон (α) — 0,34 m, Гомейса (β) — 2,89 m. Проціон є однією з найяскравіших і найближчих зір.
Сузір'я не містить помітних об'єктів далекого космосу.